# Plougras
Plougras (tiếng Breton: Plougraz) là một xã của tỉnh Côtes-d’Armor, thuộc vùng Bretagne, tây bắc Pháp.

## Dân số
Người dân ở Plougras được gọi là Plougrasiens.